# Pagh
Pagh er navnet på en gammel uradelsslægt fra Fyn og Vejle-området. Slægten dominerede over Odense, hvis gamle byvåben var magen til slægtens våbenskjold: en gylden lilje i et blåt felt.
Deres motto, "Kong Knud som er i Gud, kom mig i hu", stammer fra Peder Pagh (1308-1339), som var biskop i Odense.
Senere spredte familien sig til Esbjerg, Fredericia, Aalborg og København.
I Danmark er der 767 mennesker  med efternavnet 'Pagh' (2015).

## Ekstern henvisning
1. ↑  Danmarks Statistik

- Sven Tito Aachen: Danske adelsvåbener. En heraldisk nøgle. Politikens Forlag, København, 1973.